# Montaud (Isère)
Montaud ist eine französische Gemeinde mit 529 Einwohnern (Stand: 1. Januar 2022) im Département Isère in der Region Auvergne-Rhône-Alpes. Die Gemeinde liegt im Arrondissement Grenoble und gehört zum Kanton Tullins. Die Einwohner werden Montaudains genannt.

## Geographie
Montaud liegt etwa 20 Kilometer nordwestlich von Grenoble. Umgeben wird Montaud von den Nachbargemeinden Saint-Quentin-sur-Isère im Norden und Westen, Veurey-Voroize im Osten, Autrans im Süden sowie La Rivière im Südwesten.

## Bevölkerungsentwicklung
| Jahr                       | 1962 | 1968 | 1975 | 1982 | 1990 | 1999 | 2006 | 2013 |
| -------------------------- | ---- | ---- | ---- | ---- | ---- | ---- | ---- | ---- |
| Einwohner                  | 191  | 179  | 171  | 254  | 308  | 383  | 543  | 535  |
| Quellen: Cassini und INSEE |      |      |      |      |      |      |      |      |

## Sehenswürdigkeiten
- Kirche Sainte-Marie-Madeleine, um 1660 bis 1679 erbaut
- Festung der Sarazenen, burgähnlicher Befestigungsbau
- Rathaus

|  |  |